# Paktor拍拖
Paktor拍拖，是一款基於位置的約會和社交行動應用程式，它連接有共同興趣的用戶，讓他們可以單獨或以小組形式進行聊天。這個應用程式成立於新加坡，於2013年6月推出，截至2015年10月，刷卡次數已超過50億次。2013年底，Paktor推出了一家名為GaiGai的子公司，專注於婚介和約會活動的線下服務。"Paktor"一詞源自粵語中的"約會"，是"漢字拍拖"。

## 歷史

### 創立
Paktor由潘杰賢和Ng Jing Shen創立。2013年6月，Paktor首次在新加坡推出。儘管市場尚不成熟，但消費者對其表現出了濃厚的興趣。據Paktor時事通訊報導，2014年前兩週就已經有25萬次配對。公司還透露，當時已經收到了超過1億個人資料的評分。
此應用程式還可在台灣、馬來西亞、印尼、越南、泰國和韓國使用。
2017年2月，Paktor收購了約會應用程式DOWN、Goodnight和Groopify，並將它們整合到社交應用程式加速器Paktor Labs中。

### 經營權
2017年11月，Paktor集團任命共同創始人兼技術總監Ng Jing Shen为Paktor集團首席執行官，接替現任執行長潘傑賢。潘傑賢仍然擔任Paktor和17 Media合併成立的M17 Entertainment集團首席執行官。該公司還提升了現任營運主管Shn Juay為Paktor Group的營運長。
2018年，M17 Entertainment将美國約會應用程序DOWN回售给其創始人Colin Hodge。

## 外部連結
- 官方网站